# Caprezzo
Caprezzo là một đô thị ở tỉnh Verbano-Cusio-Ossola trong vùng Piedmont, có cự ly khoảng 120 km về phía đông bắc của Torino và khoảng 6 km về phía đông bắc của Verbania. Tại thời điểm ngày 31 tháng 12 năm 2004, đô thị này có dân số 170 người và diện tích là 7,3 km².
Đô thị Caprezzo có các frazione (đơn vị cấp dưới) Ponte Nivia.
Caprezzo giáp các đô thị: Cambiasca, Intragna, Miazzina, Vignone.
Đây là nơi sinh Baldassare Verazzi.